# Fabian Schär
Fabian Lukas Schär (Wil, 20 dicembre 1991) è un calciatore svizzero, difensore del Newcastle Utd.

## Caratteristiche tecniche
Ricopre agli inizi il ruolo di centrocampista centrale, ma il suo allenatore al Wil lo trasforma in difensore centrale.
Riesce ad impostare dalla propria difesa, ricorrendo molto spesso a dei lanci lunghi con i quali premia gli inserimenti dei propri compagni di squadra. Nonostante l'elevata statura, è molto rapido e forte in progressione, riuscendo a fermare in extremis gli avversari, anche grazie alla sua forza fisica.
È un ottimo rigorista, ed è dotato di un'ottima elevazione che gli permette di andare a segno di testa.

## Carriera

### Wil
Schär ha iniziato la sua carriera da calciatore nel Wil e si è fatto strada attraverso i ranghi giovanili, giocando presto regolarmente per la squadra riserve dei bianconeri. Ha fatto il suo esordio in prima squadra in un incontro di campionato della seconda divisione svizzera il 29 novembre 2009 contro il Stade Nyonnais, entrando in campo come sostituto negli ultimi minuti. Ha segnato il suo primo gol nella Challenge League in una vittoria in trasferta contro lo Template:Calcio Yverdon-Sport il 30 ottobre 2010.

### Basilea
Il 4 luglio 2012 è stato ceduto al Basilea, con cui ha firmato un contratto triennale con opzione per un quarto anno. Ha fatto il suo esordio nella Swiss Super League il 29 settembre in un pareggio per 1-1 in trasferta contro il Losanna. Ha segnato il suo primo gol per il suo nuovo club il 7 ottobre allo St. Jakob-Park durante la vittoria per 3-2 in casa contro il Servette, segnando con un colpo di testa il pareggio su un calcio d'angolo battuto da Fabian Frei.
Alla fine della stagione 2012-2013, Schär ha vinto il titolo di campione ed è stato il vicecampione di Coppa Svizzera con il Basilea. Nella successiva edizione dell'Europa League, il club elvetico è arrivato fino alla semifinale, dove è stato eliminato con un complessivo 5-2 dai detentori del titolo di UEFA Champions League, ovvero gli inglesi del Chelsea
Alla fine della stagione 2013-2014, Schär ha vinto il suo secondo titolo di campione con il Basilea. Il club ha inoltre anche raggiunto la finale della Coppa Svizzera, perdendola per 2-0 dallo Zurigo dopo i tempi supplementari. Durante la UEFA Champions League 2013-2014, il Basilea ha invece raggiunto la fase a gironi ed ha concluso il girone al terzo posto, partecipando di conseguenza all'Europa League.
La stagione 2014-2015 è stata molto proficua sia per il Basilea che per Schär: il club ha vinto il campionato per la sesta volta consecutiva, perdendo invece contro il Sion nella finale di Coppa Svizzera. Il Basilea è poi entrato nella Champions League nella fase a gironi, qualificandosi poi agli ottavi di finale, dove è stato eliminato dai portoghesi del Porto.

#### Hoffenheim
Il 4 giugno 2015, Schär è stato ceduto all'Hoffenheim, club della prima divisione tedesca, con cui ha giocato nelle successive due stagioni.

#### Deportivo La Coruña
Il 21 luglio 2017, Schär ha firmato un contratto quadriennale con gli spagnoli del Deportivo La Coruña; ha fatto il suo esordio in campionato il 20 agosto, in un incontro casalingo perso per 3-0 contro il Real Madrid. Nel corso della stagione, che è terminata con la retrocessione della squadra galiziana, ha segnato 2 reti.

#### Newcastle United
Il 26 luglio 2018, dopo la retrocessione del Deportivo, il Newcastle Utd paga la clausola rescissoria del valore di milioni di sterline del giocatore svizzero, che successivamente firma un contratto triennale con il club inglese.
Ha fatto il suo debutto per il club il 26 agosto 2018 in una sconfitta per 2-1 contro il Chelsea. Schär ha segnato i suoi primi gol per il Newcastle contro il Cardiff City il 19 gennaio 2019, realizzando una doppietta in una vittoria per 3-0 al St James' Park. Ha segnato il suo terzo gol per il Newcastle contro il Burnley in una vittoria per 2-0, aprendo le marcature con un tiro da 30 metri che sarebbe stato premiato come Miglior Gol del Mese di febbraio della Premier League e di Match of the Day.

### Nazionale
Nel 2012 esordisce con la nazionale Under-21, con la quale ha collezionato 4 presenze, andando in gol una volta sola. Schär ha inoltre fatto parte della rosa della nazionale Under-23 che ha partecipato alle Olimpiadi di Londra del 2012.
Esordisce con maglia della nazionale maggiore il 14 agosto 2013, nell'amichevole casalinga vinta per 1-0 contro il Brasile. Il 6 settembre 2013 mette a segno il primo gol con la nazionale maggiore nella gara di qualificazione ai Mondiali 2014 pareggiata contro l'Islanda. Quattro giorni dopo, il 10 settembre, si ripete contro la Norvegia, mettendo a segno la doppietta che sancisce lo 0-2 esterno. Viene convocato per i Mondiali del 2014, dove gioca due partite, compreso l'ottavo di finale contro l'Argentina.
Convocato anche per gli Europei 2016 in Francia, segna la prima rete nella vittoria per 0-1 contro l'Albania l'11 giugno.
Il 4 giugno 2018 viene convocato per il suo secondo Mondiale, ovvero quello di Russia 2018, nel quale scende in campo nelle prime tre partite giocate dalla nazionale rossocrociata.
Nel maggio 2021 viene convocato per gli europei dopo avere recuperato da un infortunio al ginocchio rimediato in febbraio.
Il 26 agosto 2024, dopo avere racimolato 86 presenze e 8 gol, dà l'addio alla nazionale.

## Statistiche

### Presenze e reti nei club
Statistiche aggiornate al 13 dicembre 2023
| Stagione          | Squadra             | Campionato        | Campionato | Campionato | Coppe nazionali | Coppe nazionali | Coppe nazionali | Coppe continentali | Coppe continentali | Coppe continentali | Altre coppe | Altre coppe | Altre coppe | Totale | Totale |
| Stagione          | Squadra             | Comp              | Pres       | Reti       | Comp            | Pres            | Reti            | Comp               | Pres               | Reti               | Comp        | Pres        | Reti        | Pres   | Reti   |
| ----------------- | ------------------- | ----------------- | ---------- | ---------- | --------------- | --------------- | --------------- | ------------------ | ------------------ | ------------------ | ----------- | ----------- | ----------- | ------ | ------ |
| 2009-2010         | Wil                 | CL                | 2          | 0          | CS              | 0               | 0               | -                  | -                  | -                  | -           | -           | -           | 2      | 0      |
| 2010-2011         | Wil                 | CL                | 24         | 4          | CS              | 1               | 0               | -                  | -                  | -                  | -           | -           | -           | 25     | 4      |
| 2011-2012         | Wil                 | CL                | 26         | 5          | CS              | 3               | 0               | -                  | -                  | -                  | -           | -           | -           | 29     | 5      |
| Totale FC Wil     | Totale FC Wil       | Totale FC Wil     | 52         | 9          |                 | 4               | 0               |                    | -                  | -                  |             | -           | -           | 56     | 9      |
| 2012-2013         | Basilea             | SL                | 21         | 4          | CS              | 3               | 0               | UCL+UEL            | 1+13               | 0+4                | -           | -           | -           | 38     | 8      |
| 2013-2014         | Basilea             | SL                | 22         | 4          | CS              | 1               | 0               | UCL+UEL            | 10+2               | 2+0                | -           | -           | -           | 35     | 6      |
| 2014-2015         | Basilea             | SL                | 30         | 1          | CS              | 4               | 0               | UCL                | 7                  | 0                  | -           | -           | -           | 41     | 1      |
| Totale Basilea    | Totale Basilea      | Totale Basilea    | 73         | 9          |                 | 8               | 0               |                    | 33                 | 6                  |             | -           | -           | 114    | 15     |
| 2015-2016         | Hoffenheim          | BL                | 24         | 1          | CG              | 1               | 0               | -                  | -                  | -                  | -           | -           | -           | 25     | 1      |
| 2016-2017         | Hoffenheim          | BL                | 6          | 0          | CG              | 1               | 0               | -                  | -                  | -                  | -           | -           | -           | 7      | 0      |
| Totale Hoffenheim | Totale Hoffenheim   | Totale Hoffenheim | 30         | 1          |                 | 2               | 0               |                    | -                  | -                  |             | -           | -           | 32     | 1      |
| 2017-2018         | Deportivo La Coruña | PD                | 25         | 2          | CR              | 2               | 0               | -                  | -                  | -                  | -           | -           | -           | 27     | 2      |
| 2018-2019         | Newcastle Utd       | PL                | 24         | 4          | FACup+CdL       | 3+1             | 0               | -                  | -                  | -                  | -           | -           | -           | 28     | 4      |
| 2019-2020         | Newcastle Utd       | PL                | 22         | 2          | FACup+CdL       | 4+1             | 0               | -                  | -                  | -                  | -           | -           | -           | 27     | 2      |
| 2020-2021         | Newcastle Utd       | PL                | 18         | 1          | FACup+CdL       | 0+1             | 0+0             | -                  | -                  | -                  | -           | -           | -           | 19     | 1      |
| 2021-2022         | Newcastle Utd       | PL                | 25         | 2          | FACup+CdL       | 1+0             | 0               | -                  | -                  | -                  | -           | -           | -           | 26     | 2      |
| 2022-2023         | Newcastle Utd       | PL                | 36         | 1          | FACup+CdL       | 0+5             | 0               | -                  | -                  | -                  | -           | -           | -           | 41     | 1      |
| 2023-2024         | Newcastle Utd       | PL                | 18         | 3          | FACup+CdL       | 0+1             | 0               | UCL                | 6                  | 1                  | -           | -           | -           | 24     | 4      |
| Totale Newcastle  | Totale Newcastle    | Totale Newcastle  | 143        | 13         |                 | 17              | 0               |                    | 6                  | 1                  |             | -           | -           | 165    | 14     |
| Totale carriera   | Totale carriera     | Totale carriera   | 323        | 34         |                 | 33              | 0               |                    | 39                 | 7                  |             | -           | -           | 394    | 41     |

### Cronologia presenze e reti in nazionale

#### Nazionale maggiore
| Cronologia completa delle presenze e delle reti in nazionale ― Svizzera | Cronologia completa delle presenze e delle reti in nazionale ― Svizzera | Cronologia completa delle presenze e delle reti in nazionale ― Svizzera | Cronologia completa delle presenze e delle reti in nazionale ― Svizzera | Cronologia completa delle presenze e delle reti in nazionale ― Svizzera | Cronologia completa delle presenze e delle reti in nazionale ― Svizzera | Cronologia completa delle presenze e delle reti in nazionale ― Svizzera | Cronologia completa delle presenze e delle reti in nazionale ― Svizzera |
| Data                                                                    | Città                                                                   | In casa                                                                 | Risultato                                                               | Ospiti                                                                  | Competizione                                                            | Reti                                                                    | Note                                                                    |
| ----------------------------------------------------------------------- | ----------------------------------------------------------------------- | ----------------------------------------------------------------------- | ----------------------------------------------------------------------- | ----------------------------------------------------------------------- | ----------------------------------------------------------------------- | ----------------------------------------------------------------------- | ----------------------------------------------------------------------- |
| 14-8-2013                                                               | Basilea                                                                 | Svizzera                                                                | 1 – 0                                                                   | Brasile                                                                 | Amichevole                                                              | -                                                                       | 46’                                                                     |
| 6-9-2013                                                                | Berna                                                                   | Svizzera                                                                | 4 – 4                                                                   | Islanda                                                                 | Qual. Mondiali 2014                                                     | 1                                                                       |                                                                         |
| 10-9-2013                                                               | Oslo                                                                    | Norvegia                                                                | 0 – 2                                                                   | Svizzera                                                                | Qual. Mondiali 2014                                                     | 2                                                                       |                                                                         |
| 11-10-2013                                                              | Tirana                                                                  | Albania                                                                 | 1 – 2                                                                   | Svizzera                                                                | Qual. Mondiali 2014                                                     | -                                                                       | 80’                                                                     |
| 15-11-2013                                                              | Seul                                                                    | Corea del Sud                                                           | 2 – 1                                                                   | Svizzera                                                                | Amichevole                                                              | -                                                                       | 46’                                                                     |
| 3-6-2014                                                                | Lucerna                                                                 | Svizzera                                                                | 2 – 0                                                                   | Perù                                                                    | Amichevole                                                              | -                                                                       |                                                                         |
| 25-6-2014                                                               | Manaus                                                                  | Honduras                                                                | 0 – 3                                                                   | Svizzera                                                                | Mondiali 2014 - 1º turno                                                | -                                                                       |                                                                         |
| 1-7-2014                                                                | San Paolo                                                               | Argentina                                                               | 1 – 0 dts                                                               | Svizzera                                                                | Mondiali 2014 - Ottavi di finale                                        | -                                                                       |                                                                         |
| 15-11-2014                                                              | San Gallo                                                               | Svizzera                                                                | 4 – 0                                                                   | Lituania                                                                | Qual. Euro 2016                                                         | 1                                                                       |                                                                         |
| 18-11-2014                                                              | Breslavia                                                               | Polonia                                                                 | 2 – 2                                                                   | Svizzera                                                                | Amichevole                                                              | -                                                                       |                                                                         |
| 27-3-2015                                                               | Lucerna                                                                 | Svizzera                                                                | 3 – 0                                                                   | Estonia                                                                 | Qual. Euro 2016                                                         | 1                                                                       |                                                                         |
| 31-3-2015                                                               | Zurigo                                                                  | Svizzera                                                                | 1 – 1                                                                   | Stati Uniti                                                             | Amichevole                                                              | -                                                                       |                                                                         |
| 14-6-2015                                                               | Vilnius                                                                 | Lituania                                                                | 1 – 2                                                                   | Svizzera                                                                | Qual. Euro 2016                                                         | -                                                                       |                                                                         |
| 5-9-2015                                                                | Basilea                                                                 | Svizzera                                                                | 3 – 2                                                                   | Slovenia                                                                | Qual. Euro 2016                                                         | -                                                                       | 56’                                                                     |
| 8-9-2015                                                                | Londra                                                                  | Inghilterra                                                             | 2 – 0                                                                   | Svizzera                                                                | Qual. Euro 2016                                                         | -                                                                       |                                                                         |
| 9-10-2015                                                               | San Gallo                                                               | Svizzera                                                                | 7 – 0                                                                   | San Marino                                                              | Qual. Euro 2016                                                         | -                                                                       |                                                                         |
| 13-11-2015                                                              | Trnava                                                                  | Slovacchia                                                              | 3 – 2                                                                   | Svizzera                                                                | Amichevole                                                              | -                                                                       |                                                                         |
| 25-3-2016                                                               | Dublino                                                                 | Irlanda                                                                 | 1 – 0                                                                   | Svizzera                                                                | Amichevole                                                              | -                                                                       |                                                                         |
| 29-3-2016                                                               | Zurigo                                                                  | Svizzera                                                                | 0 – 2                                                                   | Bosnia ed Erzegovina                                                    | Amichevole                                                              | -                                                                       | 38’ 46’                                                                 |
| 3-6-2016                                                                | Lugano                                                                  | Svizzera                                                                | 2 – 1                                                                   | Moldavia                                                                | Amichevole                                                              | -                                                                       |                                                                         |
| 11-6-2016                                                               | Lens                                                                    | Albania                                                                 | 0 – 1                                                                   | Svizzera                                                                | Euro 2016 - 1º turno                                                    | 1                                                                       | 14’                                                                     |
| 15-6-2016                                                               | Parigi                                                                  | Romania                                                                 | 1 – 1                                                                   | Svizzera                                                                | Euro 2016 - 1º turno                                                    | -                                                                       |                                                                         |
| 19-6-2016                                                               | Villeneuve-d'Ascq                                                       | Svizzera                                                                | 0 – 0                                                                   | Francia                                                                 | Euro 2016 - 1º turno                                                    | -                                                                       |                                                                         |
| 25-6-2016                                                               | Saint-Étienne                                                           | Svizzera                                                                | 1 – 1 dts (4 – 5 dtr)                                                   | Polonia                                                                 | Euro 2016 - Ottavi di finale                                            | -                                                                       | 55’                                                                     |
| 6-9-2016                                                                | Basilea                                                                 | Svizzera                                                                | 2 – 0                                                                   | Portogallo                                                              | Qual. Mondiali 2018                                                     | -                                                                       |                                                                         |
| 7-10-2016                                                               | Budapest                                                                | Ungheria                                                                | 2 – 3                                                                   | Svizzera                                                                | Qual. Mondiali 2018                                                     | -                                                                       |                                                                         |
| 10-10-2016                                                              | Andorra la Vella                                                        | Andorra                                                                 | 1 – 2                                                                   | Svizzera                                                                | Qual. Mondiali 2018                                                     | 1                                                                       | 50’                                                                     |
| 13-11-2016                                                              | Lucerna                                                                 | Svizzera                                                                | 2 – 0                                                                   | Fær Øer                                                                 | Qual. Mondiali 2018                                                     | -                                                                       |                                                                         |
| 25-3-2017                                                               | Carouge                                                                 | Svizzera                                                                | 1 – 0                                                                   | Lettonia                                                                | Qual. Mondiali 2018                                                     | -                                                                       | 52’                                                                     |
| 31-8-2017                                                               | San Gallo                                                               | Svizzera                                                                | 3 – 0                                                                   | Andorra                                                                 | Qual. Mondiali 2018                                                     | -                                                                       |                                                                         |
| 3-9-2017                                                                | Riga                                                                    | Lettonia                                                                | 0 – 3                                                                   | Svizzera                                                                | Qual. Mondiali 2018                                                     | -                                                                       |                                                                         |
| 7-10-2017                                                               | Basilea                                                                 | Svizzera                                                                | 5 – 2                                                                   | Ungheria                                                                | Qual. Mondiali 2018                                                     | -                                                                       |                                                                         |
| 10-10-2017                                                              | Lisbona                                                                 | Portogallo                                                              | 2 – 0                                                                   | Svizzera                                                                | Qual. Mondiali 2018                                                     | -                                                                       |                                                                         |
| 9-11-2017                                                               | Belfast                                                                 | Irlanda del Nord                                                        | 0 – 1                                                                   | Svizzera                                                                | Qual. Mondiali 2018                                                     | -                                                                       | 5’                                                                      |
| 12-11-2017                                                              | Lisbona                                                                 | Svizzera                                                                | 0 – 0                                                                   | Irlanda del Nord                                                        | Qual. Mondiali 2018                                                     | -                                                                       |                                                                         |
| 23-3-2018                                                               | Atene                                                                   | Grecia                                                                  | 0 – 1                                                                   | Svizzera                                                                | Amichevole                                                              | -                                                                       |                                                                         |
| 27-3-2018                                                               | Basilea                                                                 | Svizzera                                                                | 6 – 0                                                                   | Panama                                                                  | Amichevole                                                              | -                                                                       | 69’                                                                     |
| 3-6-2018                                                                | Vila-real                                                               | Spagna                                                                  | 1 – 1                                                                   | Svizzera                                                                | Amichevole                                                              | -                                                                       |                                                                         |
| 8-6-2018                                                                | Lugano                                                                  | Svizzera                                                                | 2 – 0                                                                   | Giappone                                                                | Amichevole                                                              | -                                                                       |                                                                         |
| 17-6-2018                                                               | Rostov sul Don                                                          | Brasile                                                                 | 1 – 1                                                                   | Svizzera                                                                | Mondiali 2018 - 1º turno                                                | -                                                                       | 65’                                                                     |
| 22-6-2018                                                               | Kaliningrad                                                             | Serbia                                                                  | 1 – 2                                                                   | Svizzera                                                                | Mondiali 2018 - 1º turno                                                | -                                                                       |                                                                         |
| 27-6-2018                                                               | Nižnij Novgorod                                                         | Svizzera                                                                | 2 – 2                                                                   | Costa Rica                                                              | Mondiali 2018 - 1º turno                                                | -                                                                       | 83’                                                                     |
| 8-9-2018                                                                | San Gallo                                                               | Svizzera                                                                | 6 – 0                                                                   | Islanda                                                                 | UEFA Nations League 2018-2019 - 1º turno                                | -                                                                       | 11’                                                                     |
| 11-9-2018                                                               | Leicester                                                               | Inghilterra                                                             | 1 – 0                                                                   | Svizzera                                                                | Amichevole                                                              | -                                                                       |                                                                         |
| 12-10-2018                                                              | Bruxelles                                                               | Belgio                                                                  | 2 – 1                                                                   | Svizzera                                                                | UEFA Nations League 2018-2019 - 1º turno                                | -                                                                       |                                                                         |
| 15-10-2018                                                              | Reykjavík                                                               | Islanda                                                                 | 1 – 2                                                                   | Svizzera                                                                | UEFA Nations League 2018-2019 - 1º turno                                | -                                                                       | 74’                                                                     |
| 14-11-2018                                                              | Lugano                                                                  | Svizzera                                                                | 0 – 1                                                                   | Qatar                                                                   | Amichevole                                                              | -                                                                       |                                                                         |
| 23-3-2019                                                               | Tbilisi                                                                 | Georgia                                                                 | 0 – 2                                                                   | Svizzera                                                                | Qual. Euro 2020                                                         | -                                                                       |                                                                         |
| 5-6-2019                                                                | Porto                                                                   | Portogallo                                                              | 3 – 1                                                                   | Svizzera                                                                | UEFA Nations League 2018-2019 - Semifinale                              | -                                                                       | 68’                                                                     |
| 9-6-2019                                                                | Guimarães                                                               | Svizzera                                                                | 0 – 0 dts (5 – 6 dtr)                                                   | Inghilterra                                                             | UEFA Nations League 2018-2019 - Finale 3º posto                         | -                                                                       | [ 27 ]                                                                  |
| 5-9-2019                                                                | Dublino                                                                 | Irlanda                                                                 | 1 – 1                                                                   | Svizzera                                                                | Qual. Euro 2020                                                         | 1                                                                       | 90+7’                                                                   |
| 8-9-2019                                                                | Sion                                                                    | Svizzera                                                                | 4 – 0                                                                   | Gibilterra                                                              | Qual. Euro 2020                                                         | -                                                                       |                                                                         |
| 12-10-2019                                                              | Copenaghen                                                              | Danimarca                                                               | 1 – 0                                                                   | Svizzera                                                                | Qual. Euro 2020                                                         | -                                                                       |                                                                         |
| 15-10-2019                                                              | Lancy                                                                   | Svizzera                                                                | 2 – 0                                                                   | Irlanda                                                                 | Qual. Euro 2020                                                         | -                                                                       |                                                                         |
| 7-10-2020                                                               | San Gallo                                                               | Svizzera                                                                | 1 – 2                                                                   | Croazia                                                                 | Amichevole                                                              | -                                                                       | 76’                                                                     |
| 10-10-2020                                                              | Madrid                                                                  | Spagna                                                                  | 1 – 0                                                                   | Svizzera                                                                | UEFA Nations League 2020-2021 - 1º turno                                | -                                                                       | 30’                                                                     |
| 13-10-2020                                                              | Colonia                                                                 | Germania                                                                | 3 – 3                                                                   | Svizzera                                                                | UEFA Nations League 2020-2021 - 1º turno                                | -                                                                       | 28’, 90+4’                                                              |
| 11-11-2020                                                              | Lovanio                                                                 | Belgio                                                                  | 2 – 1                                                                   | Svizzera                                                                | Amichevole                                                              | -                                                                       |                                                                         |
| 30-5-2021                                                               | San Gallo                                                               | Svizzera                                                                | 2 – 1                                                                   | Stati Uniti                                                             | Amichevole                                                              | -                                                                       |                                                                         |
| 3-6-2021                                                                | San Gallo                                                               | Svizzera                                                                | 7 – 0                                                                   | Liechtenstein                                                           | Amichevole                                                              | -                                                                       | 46’                                                                     |
| 12-6-2021                                                               | Baku                                                                    | Galles                                                                  | 1 – 1                                                                   | Svizzera                                                                | Euro 2020 - 1º turno                                                    | -                                                                       | 30’                                                                     |
| 16-6-2021                                                               | Roma                                                                    | Italia                                                                  | 3 – 0                                                                   | Svizzera                                                                | Euro 2020 - 1º turno                                                    | -                                                                       | 58’                                                                     |
| 28-6-2021                                                               | Bucarest                                                                | Francia                                                                 | 3 – 3 dts (4 – 5 dtr)                                                   | Svizzera                                                                | Euro 2020 - Ottavi di finale                                            | -                                                                       | 97’                                                                     |
| 2-7-2021                                                                | San Pietroburgo                                                         | Svizzera                                                                | 1 – 1 dts (1 – 3 dtr)                                                   | Spagna                                                                  | Euro 2020 - Quarti di finale                                            | -                                                                       | 101’                                                                    |
| 1-9-2021                                                                | Basilea                                                                 | Svizzera                                                                | 2 – 1                                                                   | Grecia                                                                  | Amichevole                                                              | -                                                                       |                                                                         |
| 9-10-2021                                                               | Lancy                                                                   | Svizzera                                                                | 2 – 0                                                                   | Irlanda del Nord                                                        | Qual. Mondiali 2022                                                     | -                                                                       | 53’                                                                     |
| 12-10-2021                                                              | Vilnius                                                                 | Lituania                                                                | 0 – 4                                                                   | Svizzera                                                                | Qual. Mondiali 2022                                                     | -                                                                       |                                                                         |
| 12-11-2021                                                              | Roma                                                                    | Italia                                                                  | 1 – 1                                                                   | Svizzera                                                                | Qual. Mondiali 2022                                                     | -                                                                       | 77’                                                                     |
| 15-11-2021                                                              | Lucerna                                                                 | Svizzera                                                                | 4 – 0                                                                   | Bulgaria                                                                | Qual. Mondiali 2022                                                     | -                                                                       | 90+7’                                                                   |
| 2-6-2022                                                                | Praga                                                                   | Rep. Ceca                                                               | 2 – 1                                                                   | Svizzera                                                                | UEFA Nations League 2022-2023 - 1º turno                                | -                                                                       | 35’                                                                     |
| 5-6-2022                                                                | Lisbona                                                                 | Portogallo                                                              | 4 – 0                                                                   | Svizzera                                                                | UEFA Nations League 2022-2023 - 1º turno                                | -                                                                       | 14’                                                                     |
| 27-9-2022                                                               | San Gallo                                                               | Svizzera                                                                | 2 – 1                                                                   | Rep. Ceca                                                               | UEFA Nations League 2022-2023 - 1º turno                                | -                                                                       |                                                                         |
| 17-11-2022                                                              | Abu Dhabi                                                               | Ghana                                                                   | 2 – 0                                                                   | Svizzera                                                                | Amichevole                                                              | -                                                                       | 65’                                                                     |
| 2-12-2022                                                               | Doha                                                                    | Serbia                                                                  | 2 – 3                                                                   | Svizzera                                                                | Mondiali 2022 - 1º turno                                                | -                                                                       | 90+9’                                                                   |
| 6-12-2022                                                               | Lusail                                                                  | Portogallo                                                              | 6 – 1                                                                   | Svizzera                                                                | Mondiali 2022 - Ottavi di finale                                        | -                                                                       | 43’ 46’                                                                 |
| 19-6-2023                                                               | Lucerna                                                                 | Svizzera                                                                | 2 – 2                                                                   | Romania                                                                 | Qual. Euro 2024                                                         | -                                                                       | 90’                                                                     |
| 9-9-2023                                                                | Pristina                                                                | Kosovo                                                                  | 2 – 2                                                                   | Svizzera                                                                | Qual. Euro 2024                                                         | -                                                                       |                                                                         |
| 15-10-2023                                                              | San Gallo                                                               | Svizzera                                                                | 3 – 3                                                                   | Bielorussia                                                             | Qual. Euro 2024                                                         | -                                                                       |                                                                         |
| 23-3-2024                                                               | Copenaghen                                                              | Danimarca                                                               | 0 – 0                                                                   | Svizzera                                                                | Amichevole                                                              | -                                                                       |                                                                         |
| 26-3-2024                                                               | Dublino                                                                 | Irlanda                                                                 | 0 – 1                                                                   | Svizzera                                                                | Amichevole                                                              | -                                                                       | 80’                                                                     |
| 4-6-2024                                                                | Lucerna                                                                 | Svizzera                                                                | 4 – 0                                                                   | Estonia                                                                 | Amichevole                                                              | -                                                                       |                                                                         |
| 15-6-2024                                                               | Colonia                                                                 | Ungheria                                                                | 1 – 3                                                                   | Svizzera                                                                | Euro 2024 - 1º turno                                                    | -                                                                       |                                                                         |
| 19-6-2024                                                               | Colonia                                                                 | Scozia                                                                  | 1 – 1                                                                   | Svizzera                                                                | Euro 2024 - 1º turno                                                    | -                                                                       |                                                                         |
| 23-6-2024                                                               | Francoforte sul Meno                                                    | Svizzera                                                                | 1 – 1                                                                   | Germania                                                                | Euro 2024 - 1º turno                                                    | -                                                                       |                                                                         |
| 29-6-2024                                                               | Berlino                                                                 | Svizzera                                                                | 2 – 0                                                                   | Italia                                                                  | Euro 2024 - Ottavi di finale                                            | -                                                                       |                                                                         |
| 6-7-2024                                                                | Düsseldorf                                                              | Inghilterra                                                             | 1 – 1 dts (5 - 3 dtr)                                                   | Svizzera                                                                | Euro 2024 - Quarti di finale                                            | -                                                                       | 32’                                                                     |
| Totale                                                                  |                                                                         | Presenze                                                                | 86                                                                      |                                                                         | Reti                                                                    | 8                                                                       |                                                                         |

#### Nazionale Olimpica
| Cronologia completa delle presenze e delle reti in nazionale ― Svizzera Olimpica | Cronologia completa delle presenze e delle reti in nazionale ― Svizzera Olimpica | Cronologia completa delle presenze e delle reti in nazionale ― Svizzera Olimpica | Cronologia completa delle presenze e delle reti in nazionale ― Svizzera Olimpica | Cronologia completa delle presenze e delle reti in nazionale ― Svizzera Olimpica | Cronologia completa delle presenze e delle reti in nazionale ― Svizzera Olimpica | Cronologia completa delle presenze e delle reti in nazionale ― Svizzera Olimpica | Cronologia completa delle presenze e delle reti in nazionale ― Svizzera Olimpica |
| Data                                                                             | Città                                                                            | In casa                                                                          | Risultato                                                                        | Ospiti                                                                           | Competizione                                                                     | Reti                                                                             | Note                                                                             |
| -------------------------------------------------------------------------------- | -------------------------------------------------------------------------------- | -------------------------------------------------------------------------------- | -------------------------------------------------------------------------------- | -------------------------------------------------------------------------------- | -------------------------------------------------------------------------------- | -------------------------------------------------------------------------------- | -------------------------------------------------------------------------------- |
| 26-7-2012                                                                        | Newcastle                                                                        | Gabon Olimpica                                                                   | 1 – 1                                                                            | Svizzera Olimpica                                                                | Olimpiadi 2012 - 1º turno                                                        | -                                                                                |                                                                                  |
| 29-7-2012                                                                        | Coventry                                                                         | Corea del Sud Olimpica                                                           | 2 – 1                                                                            | Svizzera Olimpica                                                                | Olimpiadi 2012 - 1º turno                                                        | -                                                                                |                                                                                  |
| Totale                                                                           |                                                                                  | Presenze                                                                         | 2                                                                                |                                                                                  | Reti                                                                             | 0                                                                                |                                                                                  |

#### Nazionale Under-21
| Cronologia completa delle presenze e delle reti in nazionale ― Svizzera under 21 | Cronologia completa delle presenze e delle reti in nazionale ― Svizzera under 21 | Cronologia completa delle presenze e delle reti in nazionale ― Svizzera under 21 | Cronologia completa delle presenze e delle reti in nazionale ― Svizzera under 21 | Cronologia completa delle presenze e delle reti in nazionale ― Svizzera under 21 | Cronologia completa delle presenze e delle reti in nazionale ― Svizzera under 21 | Cronologia completa delle presenze e delle reti in nazionale ― Svizzera under 21 | Cronologia completa delle presenze e delle reti in nazionale ― Svizzera under 21 |
| Data                                                                             | Città                                                                            | In casa                                                                          | Risultato                                                                        | Ospiti                                                                           | Competizione                                                                     | Reti                                                                             | Note                                                                             |
| -------------------------------------------------------------------------------- | -------------------------------------------------------------------------------- | -------------------------------------------------------------------------------- | -------------------------------------------------------------------------------- | -------------------------------------------------------------------------------- | -------------------------------------------------------------------------------- | -------------------------------------------------------------------------------- | -------------------------------------------------------------------------------- |
| 2-6-2012                                                                         | Koprivnica                                                                       | Croazia under 21                                                                 | 1 – 2                                                                            | Svizzera under 21                                                                | Qual. Euro 2013                                                                  | -                                                                                |                                                                                  |
| 6-9-2012                                                                         | Sion                                                                             | Svizzera under 21                                                                | 0 – 0                                                                            | Spagna under 21                                                                  | Qual. Euro 2013                                                                  | -                                                                                |                                                                                  |
| 10-9-2012                                                                        | Thun                                                                             | Svizzera under 21                                                                | 3 – 0                                                                            | Estonia under 21                                                                 | Qual. Euro 2013                                                                  | 1                                                                                |                                                                                  |
| 12-10-2012                                                                       | Leverkusen                                                                       | Germania under 21                                                                | 1 – 1                                                                            | Svizzera under 21                                                                | Qual. Euro 2013                                                                  | -                                                                                | 81’                                                                              |
| Totale                                                                           |                                                                                  | Presenze                                                                         | 4                                                                                |                                                                                  | Reti                                                                             | 1                                                                                |                                                                                  |

## Palmarès

### Club

#### Competizioni nazionali
- Campionato svizzero: 3

Basilea: 2012-2013, 2013-2014, 2014-2015
- Coppa di Lega inglese: 1

Newcastle: 2024-2025